# Francisco María Cervera y Cervera
Francisco María Cervera y Cervera OFM (* 13. März 1858 in Valencia; † 26. März 1926) war ein spanischer Ordensgeistlicher und römisch-katholischer Apostolischer Vikar von Marokko.

## Leben
Francisco María Cervera y Cervera empfing im Jahre 1880 das Sakrament der Priesterweihe für die Ordensgemeinschaft der Franziskaner.
Am 15. April 1908 wurde er zum Titularbischof von Fesseë und zum Apostolischen Vikar von Marokko ernannt. Die Bischofsweihe spendete ihm am 24. Mai desselben Jahres der Apostolische Nuntius in Spanien, Erzbischof Antonio Vico; Mitkonsekratoren waren der Bischof von Sigüenza, Toribio Minguella y Arnedo OAR, und der Apostolische Administrator von Barbastro, Bischof Isidoro Badía y Sarradell.
Am 20. Juli 1923 wurde Francisco María Cervera y Cervera zum Titularerzbischof von Pompeiopolis in Paphlagonia erhoben. Erzbischof Francisco María Cervera y Cervera blieb bis zu seinem Tod am 26. März 1926 als Apostolischer Vikar im Amt.